# Hyperechia pellitiventris
Hyperechia pellitiventris är en tvåvingeart som beskrevs av Günther Enderlein 1930. Hyperechia pellitiventris ingår i släktet Hyperechia och familjen rovflugor.
Artens utbredningsområde är Kenya. Inga underarter finns listade i Catalogue of Life.